# Logiciel multiplateforme
« Multiplate-forme » et « Multi-plateforme » redirigent ici. Pour les autres significations, voir Multiplate-forme (homonymie).
Un logiciel multiplateforme, est un logiciel conçu pour fonctionner sur plusieurs plateformes informatiques.
De nombreux langages de programmation sont considérés être multiplateformes. En effet, il suffit de développer un compilateur destiné à générer un code exécutable compréhensible par chacun des processeurs qu’on désire utiliser.
On aurait donc : un seul langage de programmation et un compilateur par type de processeur (des processeurs seraient considérés de même type s'ils sont identiquement structurés).
Par exemple, un logiciel conçu avec la bibliothèque graphique GTK+ sous Linux ne fonctionnera pas tel quel sous Windows, même si l’architecture est la même. Même si le langage est le C, le fonctionnement interne de la gestion de l’affichage est différent. On touche ici à la notion de portabilité d’un programme.
Le problème se pose rapidement aux développeurs : choisir une plateforme pour un programme revient à restreindre l’audience de celui-ci. Ce problème se complexifie d’autant plus que le secteur informatique tend à se diversifier, tant dans le système d'exploitation (Linux, Mac OS, etc.) que dans le matériel (GSM, PDA, etc.).

## Différentes solutions techniques
Pour permettre aux logiciels d’avoir le plus d’audience possible on peut recourir à trois techniques : 
- les langages compilés avec des bibliothèques multiplateformes ;
- les langages interprétés ;
- les langages semi-interprétés.

### Langages compilés avec des bibliothèques multiplateformes
La vitesse d’exécution et l’intégration sont des facteurs importants dans beaucoup de développements. Il est alors nécessaire de passer par les langages compilés. Les différents systèmes gérant différemment de nombreuses choses, on doit passer par des bibliothèques multiplateformes pour obtenir l’abstraction nécessaire à une programmation multiplateforme.
Un autre avantage des programmes compilés est que ceux-ci sont directement utilisables chez l’utilisateur final. En fournissant la bibliothèque avec le produit, il n’est pas nécessaire d’utiliser un interpréteur ou une machine virtuelle.
Il y a tout de même un inconvénient à l’utilisation de programmes compilés multiplateformes : la distribution. Il faut en effet compiler une version du programme pour chaque système d’exploitation et pour chaque architecture, et ceci à chaque version du programme.
Dans le cas des logiciels open source cela ne pose pas vraiment de problème car il suffit de fournir le moyen de compiler sur chaque système d’exploitation.
Parmi les bibliothèques multiplateformes les plus populaires, citons wxWidgets et Qt. Ces deux bibliothèques fournissent un framework très complet qui permet de développer une application une fois pour de nombreux systèmes (Linux, Mac OS, Windows, Windows CE, Palm OS, etc.).

#### Haxe
Comme approche novatrice dans ce type de langage, nous trouvons Haxe, qui est un logiciel libre et qui permet de générer du code source dans un langage cible plutôt que du code binaire. Sa syntaxe est du type ECMA, mais le modèle objet - ou API, dépend de la plateforme cible. Par exemple, on peut programmer en Haxe pour générer du JavaScript; on utilise alors la syntaxe Haxe mais on manipule les objets définis par JavaScript et exposés par le navigateur web, comme l'objet window, les styles, etc. Haxe permet de profiter de toutes les notions utiles des langages modernes, comme l'héritage, les structures, les enums…
À l'heure actuelle, on peut générer avec Haxe du code C++, ActionScript, JavaScript (pour les navigateurs ou pour Node.js), Java, C#, php.  Lorsqu'on déploie une application codée en Haxe côté client et côté serveur, on peut partager le modèle de l'application et on peut profiter du « Haxe Remoting », pour communiquer entre les deux parties de l'application.
Pour finir sur ce langage atypique, la communauté Haxe maintient un nombre impressionnant de bibliothèques. Certaines permettent même de convertir le modèle objet d'une plateforme vers une autre au moment de la compilation. Ce qui a pour but de compiler un même code Haxe vers plusieurs langages cibles. La bibliothèque NME permet de convertir un programme Haxe écrit pour Flash ActionScript en langage C++, pour iOS, android, Windows, linux, Mac OS. De même, la bibliothèque Cocktail convertit le code Haxe JavaScript en code ActionScript, C++, etc. et permet de produire des applications natives et des applications web en HTML/CSS avec Haxe JS pour l'interactivité et la logique. Ceci est déjà le but de produits comme Adobe PhoneGap, mais l'abstraction se fait au moment de la compilation donc il n'y a pas de baisse de performance (cf. paragraphe sur  les langages interprétés), et Haxe permet toujours d'accéder aux API natives (en) de la plateforme cible pour ce qui ne fait pas partie du HTML.

### Langages interprétés
Les langages interprétés proposent une autre approche du problème. De tels langages sont interprétés à chaque fois que le programme est utilisé, de ce fait si l’interpréteur existe pour une plateforme donnée, le programme fonctionnera sur cette plateforme.
Néanmoins, l’utilisation n’est aussi facile que dans le cas où tout ce qui est utilisé dans le programme fait partie de bibliothèques standards. Pour utiliser des fonctions avancées, il faut se rabattre sur des bibliothèques multiplateformes (par exemple encore wxWidgets et Qt).
La distribution de logiciels en langage interprété est beaucoup plus facile mais il faut souvent fournir l’interpréteur adéquat. Un autre problème est que les sources du logiciel sont fournies, cela peut poser des problèmes dans le cas où le code contient un procédé qui doit rester secret.

### Langages semi-interprétés
L’approche la plus récente pour créer des applications multiplateformes est l’utilisation de langages semi-interprétés. Ces langages sont compilés vers un code intermédiaire qui est interprété. Cette approche présente les mêmes avantages que les codes interprétés mais possède une plus grande vitesse d’exécution.
Le principal exemple est le langage Java de Sun Microsystems. Ce langage est compilé en bytecode Java qui est ensuite interprété par une machine virtuelle. Le bytecode peut être exécuté sur chaque plateforme où la machine virtuelle est implémentée.
Le langage Java peut être compilé en code natif (par exemple avec GCJ) mais il perd alors sa portabilité.
La distribution de Java pose le problème de la machine virtuelle, il faut distribuer celle-ci avec le logiciel, ce qui n’est pas toujours très facile.

### Framework de développement des applications multiplateformes
Il existe plusieurs framework permettant le développement des applications et logiciels multiplateformes, parmi ces frameworks nous trouvons : 
- ZeroCouplage[9],[10] Framework : permet le développement des applications multiplateformes :  Web, Mobile et Desktop à la fois à base du langage Java.
- MoSync (en) Framework : permet le développement des applications  multiplateformes mobiles natives, à base du C/C++ et HTML5.
- MobDSL [11]: Un langage spécifique pour le déploiement des applications  multiplateformes mobiles.
- PhoneGap : permet  la création d'applications mobiles pour différentes plateformes - Android, iOS, Windows Phone.
- Kivy : permet  la création d'applications mobiles pour différentes plateformes - Android, iOS, Linux, OS X, Windows et RaspberryPi.
- Titanium : permet la création des applications mobiles (Android ou iOS) à base des technologies Web (HTML, CSS et JavaScript).

## Quelques exemples typiques de logiciels multiplateformes
- Microsoft Word
- Adobe Acrobat